# M47 Dragon

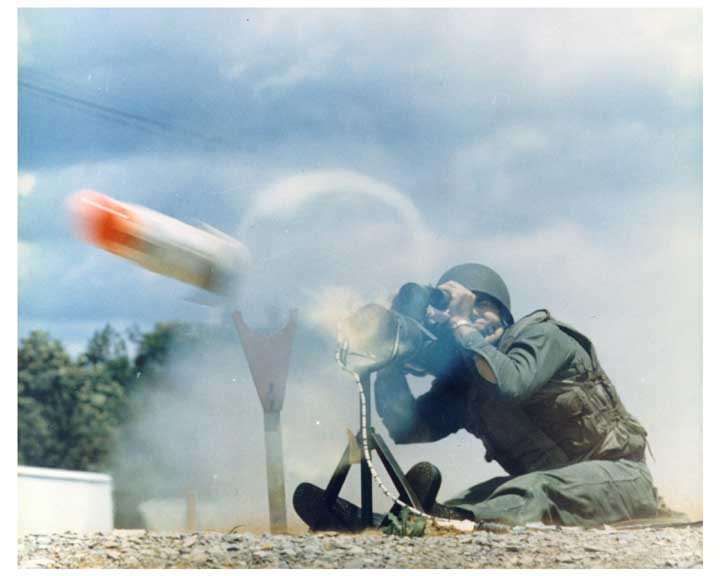
Soldado estadounidense disparando un M47 Dragon.

El M47 Dragon (Desarrollo del FGM-77) es un lanzamisiles antitanque portátil, de los Estados Unidos, es portado por un infante y disparado desde el hombro, es un arma contracarro. Está siendo reemplazado por el FGM-148 Javelin en el Ejército estadounidense.
El M47 Dragon usa un sistema de guiado por cable y está armado con una ojiva antitanque de alto poder explosivo. El M47 Dragon es capaz de derrotar a vehículos blindados de combate, búnkeres, puestos de observación avanzados, carros de combate principales (MBT) y otros objetivos endurecidos. Si bien se creó principalmente para derrotar a los tanques T-55, T-62 y T-72 de la Unión Soviética, fue muy útil en la década de 1990, ya que este misil fue usado en la guerra del Golfo. El Ejército de los Estados Unidos retiró oficialmente el arma en 2001, aunque las existencias del arma permanecen en reserva en los arsenales de los Estados Unidos y están en servicio activo con otros ejércitos del Mundo.

## Historia
Utilizado por el Ejército de los Estados Unidos, el Cuerpo de Marines de los Estados Unidos y muchos militares extranjeros, el Dragón M47 fue enviado por primera vez en enero de 1975 a los soldados del Ejército de los EE. UU. Estacionados en la Europa continental. [9] El alcance efectivo del Dragón era de aproximadamente 1,000 metros (3,300 pies), con el misil viajando a 100 metros (330 pies) por segundo, guiado por una mira infrarroja. El operador tuvo que continuar rastreando el misil hasta su objetivo, lo que lo expuso al fuego enemigo.
Los principios de vuelo y guía fueron interesantes. La primera rareza fue la demora entre apretar el gatillo y el encendido del motor de lanzamiento. Esto se debió a una batería química que carga el circuito del iniciador (el operador pudo escuchar un silbido ascendente similar al que emiten las primeras cámaras con flash integrado al cargar el circuito del flash). Por lo general, esto hizo que el operador se tensara ante la repentina explosión del lanzador que sabía que se avecinaba. El misil fue descargado del tubo lanzador por un "motor de lanzamiento", que era un motor de cohete que se extendía completamente dentro del tubo para no herir al operador con gases de escape. El misil se deslizó lejos del operador y se encendió una llamarada infrarroja en la parte trasera del misil.
Después de que el misil estaba a unos 30 a 50 metros (100 a 160 pies) del artillero, el misil fue impulsado hacia adelante y guiado hacia el objetivo por tres filas de empujadores alineados longitudinalmente a lo largo del cuerpo del misil. El cohete giró en espiral a medida que avanzaba, y los propulsores fueron disparados en pares para mover el misil hacia adelante, así como para mantener el misil en el objetivo. Estos fueron activados por el controlador de la vista que envió señales desde el mecanismo de la vista al misil a lo largo del cable que se enrollaba detrás del misil y permanecía conectado a la vista. El operador mantuvo el punto de mira en el objetivo; la mira rastreó el foco infrarrojo y envió correcciones al motor del servicio de misiles para llevar el vuelo del misil al punto de destino. Los cargos de servicio se dispararon cuando fue necesario tanto para mantener el misil en el punto de mira como para continuar y seguir avanzando. Un misil que se mueve hacia un objetivo estacionario y que es rastreado por un artillero constante disparará los propulsores cada .5 a 1 segundo, lo que resultará en su característico sonido de "estallido" al moverse hacia abajo. Si el operador corrigió en exceso su punto de mira más allá de la capacidad del motor de servicio para mantenerse al día, el misil se puso a tierra. A la inversa, si el cable de guía se rompía, el misil dispararía sus cohetes rápidamente, enviando al misil a un ascenso rápido. Esta era un arma sin retroceso: el lanzador no "pateaba" per se cuando se disparaba, sino que la pérdida repentina del peso del misil del hombro de 30 libras (14 kg) hizo que muchos soldados se inmutaran lo suficiente como para perder la pista del objetivo, lo que provocó en una puesta a tierra de misiles. 
El Dragón M47 no era particularmente popular entre los soldados estadounidenses. Debido al relativamente corto alcance del misil y al sonido de "estallido" de la firma cuando el misil fue impulsado hacia el objetivo, se esperaba que las tripulaciones del M47 Dragon sufrieran muchas víctimas en caso de que estallaran las hostilidades entre los Estados Unidos y la Unión Soviética en Europa.

## Variantes

### Dragon II
Desarrollo de Dragón en 1985, su fuerza de penetración se vio incrementada.

### Super-Dragon
Desarrollo del Dragón II en 1990, capaz de penetrar 450 mm de blindaje a una distancia máxima de 1500 m.

### Saeghe
Irán ha fabricado una versión del Dragón, el Saeghe. Se pudieron ver en la Defendory exhibition en Atenas, cuando eran producidos en serie. Hezbolá adquirió Saeghes como armas contracarro.
Las versiones conocidas son el Saeghe-1 y el Saeghe-2.

## Componentes
El sistema de lanzamiento del M47 Dragon consta de un tubo de fibra de vidrio de diámetro liso, generador de recámara / gas, rastreador, bípode, batería, eslinga y amortiguadores de impacto delanteros y de popa. Para disparar el arma, se deben adjuntar visiones diurnas o nocturnas no integradas. Si bien el lanzador es prescindible, las vistas se pueden quitar y reutilizar.

## Usuarios
- Irán[6]

- Irak: M47 Dragons capturados a Irán.[2]

- Israel[6]

- Marruecos[6]

- España: Fuera de servicio, están siendo remplazados por el Rafael Spike.

- Suiza[6]

- Estados Unidos:[6] Reemplazado por el FGM-148 Javelin.